# Loch Coire nam Mang
Loch Coire nam Mang är en sjö i Storbritannien.   Den ligger i kommunen Highland och riksdelen Skottland, i den norra delen av landet, 800 km norr om huvudstaden London. Loch Coire nam Mang ligger 244 meter över havet.  Trakten runt Loch Coire nam Mang består i huvudsak av gräsmarker.